# Uara uaras
Uara uaras (em inglês: Wara waras; em francês: ouara ouaras; saamas no dialeto local) são um povo da África Ocidental classificado no grupo senufô. São um pequeno grupo que habita cinco vilas nas colinas do sudoeste de Burquina Fasso. Muitos são pequenos fazendeiros que cultivam milho, arroz, inhame, amendoim, sésamo e batata doce.